# Ліпском (Техас)
Ліпском (англ. Lipscomb) — переписна місцевість (CDP) в США, в окрузі Ліпском штату Техас. Населення — 66 осіб (2020).

## Географія
Ліпском розташований за координатами 36°13′17″ пн. ш. 100°15′44″ зх. д. / 36.22139° пн. ш. 100.26222° зх. д. (36.221491, -100.262107).  За даними Бюро перепису населення США в 2010 році переписна місцевість мала площу 9,72 км², уся площа — суходіл.

## Демографія
Згідно з переписом 2010 року, у переписній місцевості мешкало 37 осіб у 20 домогосподарствах у складі 11 родини. Густота населення становила 4 особи/км².  Було 39 помешкань (4/км²).
Расовий склад населення:
| - 97,3 % — білих - 2,7 % — корінних американців |

До двох чи більше рас належало 0,0 %. Частка іспаномовних становила 2,7 % від усіх жителів.
За віковим діапазоном населення розподілялося таким чином: 2,7 % — особи молодші 18 років, 54,1 % — особи у віці 18—64 років, 43,2 % — особи у віці 65 років та старші. Медіана віку мешканця становила 60,8 року. На 100 осіб жіночої статі у переписній місцевості припадало 131,2 чоловіків;  на 100 жінок у віці від 18 років та старших — 125,0 чоловіків також старших 18 років.
Середній дохід на одне домашнє господарство  становив 65 100 доларів США (медіана — 72 917), а середній дохід на одну сім'ю — 55 000 доларів (медіана — 58 750). 
Цивільне працевлаштоване населення становило 3 особи. Основні галузі зайнятості: транспорт — 66,7 %.